# شتروهن
شتروهن (به آلمانی: Strohn) یک شهر در آلمان است که در فولکانایفل واقع شده‌است. شتروهن ۴۹۶ نفر جمعیت دارد.